# Chelonus shoshoneanorum
Chelonus shoshoneanorum är en stekelart som beskrevs av Henry Lorenz Viereck 1911. Chelonus shoshoneanorum ingår i släktet Chelonus och familjen bracksteklar. Inga underarter finns listade i Catalogue of Life.